# واپاپلو (میزوری)
واپاپلو (به انگلیسی: Wappapello) یک منطقهٔ مسکونی در ایالات متحده آمریکا است که در شهرستان وین، میزوری واقع شده‌است. واپاپلو ۱۱۰٫۰۳ متر بالاتر از سطح دریا واقع شده‌است.